# Estádio de Suez
O Estádio de Suez (em árabe: ملعب الاسماعيلية) é um estádio de futebol localizado na cidade de Suez, no Egito, inaugurado em 1990. Foi uma das sedes oficiais do Campeonato Africano das Nações de 2019, realizado no país. Os clubes locais Asmant el-Suweis e Petrojet Sporting Club mandam ali seus jogos oficiais por competições nacionais e continentais. Sua capacidade máxima é de 25 000 espectadores.